# NGC 7280
NGC 7280 је спирална галаксија у сазвежђу Пегаз која се налази на NGC листи објеката дубоког неба.
Деклинација објекта је + 16° 8' 54" а ректасцензија 22h 26m 27,6s. Привидна величина (магнитуда) објекта NGC 7280 износи 12,1 а фотографска магнитуда 13,0. Налази се на удаљености од 24,367 милиона парсека од Сунца. NGC 7280 је још познат и под ознакама UGC 12035, MCG 3-57-5, CGCG 452-11, KCPG 568A, PGC 68870.